# Ecnomocephala townesi
Ecnomocephala townesi is een vliesvleugelig insect uit de familie Eupelmidae. De wetenschappelijke naam werd voor het eerst geldig gepubliceerd in 1995 door Gibson.